# Safareig del carrer de la Costa
El Safareig del carrer de la Costa és una obra del municipi de Cercs (Berguedà) inclosa en l'Inventari del Patrimoni Arquitectònic de Catalunya.

## Descripció
Es tracta d'un safareig de proporcions rectangulars, amb pica a les dues bandes. Cobert per una original teulada a una vessant inversa a la part frontal de l'element. La coberta és de fusta i de teula tradicional, recolzada per uns murs laterals de suport en totxo vist i un puntal de fusta al centre de la teulada que pren la base de suport just a l'interior del propi safareig. A la part frontal hi ha un mur de tancament que delimita l'element i en regula l'accessibilitat. El terra és regular i cimentat.
L'entrada i sortida de l'aigua està connectada a la xarxa regular d'abastament d'aigües.

## Història
Per referències orals, es coneix que en aquest mateix indret existia un altre safareig públic en començar el segle xx. Aquest va abandonar-se i l'any 1942 va instal·lar-s'hi l'actual, que continua essent utilitzat per la gent de les cases més properes.